# Rutstroemia rhenana
Rutstroemia rhenana är en svampart som först beskrevs av Wilhelm Kirschstein, och fick sitt nu gällande namn av Dennis 1971. Rutstroemia rhenana ingår i släktet Rutstroemia och familjen Rutstroemiaceae.   Inga underarter finns listade i Catalogue of Life.
I den svenska databasen Dyntaxa används istället namnet Encoelia rhenana för samma taxon.  Arten är reproducerande i Sverige.